# Szob
Szob [sob] (slovensky Soba, německy Zopp an der Donau) je město v severním Maďarsku při ústí Iplu do Dunaje u hranic se Slovenskem. Je zde pohraniční přechodová železniční stanice na hlavní trati Budapešť–Štúrovo–Bratislava. S obcí Pilismarót na protějším (pravém) břehu Dunaje je Szob spojen přívozem. Žije zde 2 566 obyvatel.
Ačkoliv je Szob druhé nejmenší město v župě Pest, je sídlem okresu, který tvoří severní výběžek této župy (historicky náležící do župy Hont).